# 瓦尔甘纳
瓦尔甘纳（義大利語：Valganna），是意大利瓦雷泽省的一个市镇。总面积12平方公里，人口1605人，人口密度133.8人/平方公里（2009年）。国家统计（ISTAT）代码为012131。